# Tschapajew (Spiel)
Tschapajew (russisch Чапаев) ist ein vor allem in der ehemaligen Sowjetunion bekanntes Geschicklichkeits-Brettspiel für zwei Spieler. Das Spiel wurde nach Wassili Iwanowitsch Tschapajew, einem Kommandeur der Roten Armee während des Russischen Bürgerkrieges, benannt.

## Spielregeln
Tschapajew wird üblicherweise auf einem Dame-Spielbrett, sowie mit Damesteinen, den so genannten Schaschki (Dame), gespielt. Die Feldeinteilung ist dabei nur zum Aufstellen der Figuren relevant.
Am Beginn des Spiels stellen die Spieler an zwei gegenüberliegenden Seiten des Spielbrettes jeweils acht (bzw. bei großen Spielbrettern zehn) Steine nebeneinander in einer Reihe auf. Der beginnende Spieler versucht nun, einen der eigenen Steine mit dem Zeigefinger so zu schnipsen, dass er einen oder mehrere Steine des Gegners vom Spielfeld stößt, jedoch ohne dabei eigene Spielsteine zu verlieren. Ist dies geglückt, so darf er noch einmal schnipsen, anderenfalls ist der Gegner an der Reihe. Eine Runde („Schlacht“) ist zu Ende, wenn ein Spieler keine Steine mehr auf dem Spielfeld hat. Gewonnen hat, wer noch Steine übrig hat.
Die Steine werden nach jeder Runde aufgesammelt und neu aufgestellt. Gab es einen Gewinner, so darf dieser mit seinen Steinen eine Reihe weiterrücken und dabei gegebenenfalls die Steine des Gegners um eine Reihe zurückdrängen. Ziel des Spiels ist es, das komplette Spielfeld so zu überqueren.
Zusätzlich ist es im Allgemeinen nicht erlaubt, das Spielfeld zu drehen oder seine Position zu verlassen, wenn man zum Beispiel von einer anderen Seite einfacher schnipsen könnte. Landet ein Stein auf der Kante des Spielfeldes, wird dieses angehoben, um zu überprüfen, ob dieser noch im Spiel ist oder nicht. Des Weiteren gibt es einige Spezialtechniken, wie zum Beispiel die "Schere": befindet sich ein gegnerischer Stein zwischen zwei eigenen, so darf man diese beiden rasch zusammenschieben, um den Stein zwischen ihnen vom Spielfeld zu katapultieren.

## Varianten
In einer Variation des Spiels rücken die Spieler nicht mit ihren Steinen vor, sondern beginnen in jeder Runde von der ersten Reihe, wobei jedoch die Steine in strategisch günstiger Weise übereinandergestapelt werden.